# Vinkenier (bier)
Vinkenier is een Belgisch bier van hoge gisting.
Het bier wordt gebrouwen in Brouwerij Eutropius in Heule. 
Het is een goudblond bier met een alcoholpercentage van 10,8%. Het bier is genoemd naar de beoefenaar van de vinkensport, een populaire hobbysport in West-  en Oost-Vlaanderen.